# Cichla monoculus
Cichla monoculus är en fiskart som beskrevs av Johann Baptist von Spix och Agassiz, 1831. Cichla monoculus ingår i släktet Cichla och familjen Cichlidae. Inga underarter finns listade i Catalogue of Life.